# Alcidodes
Alcidodes är ett släkte av skalbaggar. Alcidodes ingår i familjen vivlar.

## Dottertaxa tillAlcidodes, i alfabetisk ordning[1]
- Alcidodes adustus
- Alcidodes agnatus
- Alcidodes alienus
- Alcidodes amandus
- Alcidodes amplus
- Alcidodes angustus
- Alcidodes arcanus
- Alcidodes artivittis
- Alcidodes avidus
- Alcidodes balachowskyi
- Alcidodes barbaricus
- Alcidodes basipennis
- Alcidodes beatus
- Alcidodes biplagiatus
- Alcidodes bruniqueli
- Alcidodes candidulatus
- Alcidodes carus
- Alcidodes castus
- Alcidodes comptus
- Alcidodes connexus
- Alcidodes cultratus
- Alcidodes cupidus
- Alcidodes curtirostris
- Alcidodes curtus
- Alcidodes daitoanus
- Alcidodes decretus
- Alcidodes delicatulus
- Alcidodes desertus
- Alcidodes diabolicus
- Alcidodes didymus
- Alcidodes dignus
- Alcidodes distinctus
- Alcidodes diversus
- Alcidodes drescheri
- Alcidodes effertus
- Alcidodes egregius
- Alcidodes erosus
- Alcidodes eruditus
- Alcidodes excellens
- Alcidodes expansus
- Alcidodes facetus
- Alcidodes falsus
- Alcidodes farinosus
- Alcidodes fervidus
- Alcidodes flavoguttatus
- Alcidodes fornicatus
- Alcidodes fossor
- Alcidodes franzi
- Alcidodes frigidus
- Alcidodes fulvocinctus
- Alcidodes generosus
- Alcidodes gibbipennis
- Alcidodes glabratus
- Alcidodes graniger
- Alcidodes harmonicus
- Alcidodes hispidus
- Alcidodes hospitus
- Alcidodes humatus
- Alcidodes humeralis
- Alcidodes imitator
- Alcidodes immutatus
- Alcidodes indubitus
- Alcidodes inops
- Alcidodes inquietus
- Alcidodes jucundus
- Alcidodes lautus
- Alcidodes leechi
- Alcidodes lemniscatus
- Alcidodes liciatus
- Alcidodes lugubris
- Alcidodes macellus
- Alcidodes magnificus
- Alcidodes major
- Alcidodes mirandus
- Alcidodes monstratus
- Alcidodes montanus
- Alcidodes morosus
- Alcidodes morulus
- Alcidodes murranus
- Alcidodes muticus
- Alcidodes nanus
- Alcidodes natalensis
- Alcidodes nepalensis
- Alcidodes nigricollis
- Alcidodes nigrovinculatus
- Alcidodes notabilis
- Alcidodes nubilus
- Alcidodes nudiusculus
- Alcidodes opulentus
- Alcidodes ornatus
- Alcidodes ostentatus
- Alcidodes paetus
- Alcidodes paradictodes
- Alcidodes parnassius
- Alcidodes paucus
- Alcidodes pauxillus
- Alcidodes peregrinus
- Alcidodes personatus
- Alcidodes pindicus
- Alcidodes posticus
- Alcidodes profanus
- Alcidodes pulchellus
- Alcidodes pullus
- Alcidodes pumilus
- Alcidodes putus
- Alcidodes relictus
- Alcidodes remotus
- Alcidodes rotundulus
- Alcidodes ryoichii
- Alcidodes salebrosus
- Alcidodes sanctus
- Alcidodes saturnus
- Alcidodes schereri
- Alcidodes sedulus
- Alcidodes sejugatus
- Alcidodes semiroseus
- Alcidodes separandus
- Alcidodes serius
- Alcidodes serotinus
- Alcidodes siccus
- Alcidodes sobrinus
- Alcidodes solitarius
- Alcidodes sordidus
- Alcidodes speciosus
- Alcidodes stolzi
- Alcidodes supernus
- Alcidodes suratus
- Alcidodes tamsi
- Alcidodes tectus
- Alcidodes tenellus
- Alcidodes tentus
- Alcidodes texatus
- Alcidodes thompsoni
- Alcidodes tricolor
- Alcidodes tumidus
- Alcidodes typicus
- Alcidodes vadoni
- Alcidodes vafer
- Alcidodes venustus
- Alcidodes vernicatus
- Alcidodes vicarius
- Alcidodes vicinus
- Alcidodes virgatus
- Alcidodes wirthi
- Alcidodes vitellus
- Alcidodes vitiosus
- Alcidodes vividus
- Alcidodes vossi